# Neckertal
Neckertal is een gemeente in het Zwitserse kanton Sankt Gallen en maakt deel uit van het district Toggenburg.
Neckertal telde 6257 inwoners op 31 december 2021.

## Geschiedenis
De gemeente is op 25 oktober 2009 ontstaan door de fusie van de toenmalige zelfstandige gemeenten Brunnadern, Sankt Peterzell en Mogelsberg. Op 1 januari 2023 gingen ook de gemeenten Hemberg en Oberhelfenschwil op in de gemeente Neckertal. Door deze uitbreiding nam de oppervlakte van de gemeente toe van 49,03 tot 81,84 km2.
- Historisch woordenboek van Zwitserland: 049350
- Virtual International Authority File: 246279191

Bütschwil-Ganterschwil · Ebnat-Kappel · Kirchberg · Lichtensteig · Lütisburg · Mosnang · Neckertal · Nesslau · Wattwil · Wildhaus-Alt St. Johann